# Урбан, Мило
 Мило Урбан  (словен. Milo Urban; 24 августа 1904, Рабчице — 10 марта 1982, Братислава) — словацкий писатель, переводчик, журналист и один из крупнейших современных словацких писателей. Родился в Рабчице (Наместово), учился в высшей лесной школе, но не закончил её из-за отсутствия средств.

## Творчество
Писать начал рано; первый рассказ Урбана напечатан в 1922 году, в 1927 выпустил сборник рассказов: «Vykriky bez ozveny» (Крик без отклика), создал роман «Živý bič» (Живой бич). «Живой бич» — последняя империалистическая война, на фоне которой изображён процесс разложения старых устоев словацкой деревни и её революционизации. Основным достоинством романа является реализм изображения, позволявший автору, несмотря на его идейную ограниченность, дать яркую картину борьбы словацкого крестьянства против империалистической войны и австрийской монархии. Отдельные образы романа — дезертир Адам Главай, беднячка Ильчиха — достигают большой художественной силы. Роман имел заслуженный успех, выдержал в Чехословакии пять изданий и переведён на ряд европейских языков (немецкий, польский, сербский, а также русский). Второй роман Урбана, вышедший в 1920 году (вторая часть трилогии) — «Hmlyna úsvite» (Предрассветная мгла) — гораздо слабее: автор пытался обрисовать ту же деревню после войны и переворота в 1918—1928 годах. Благонамеренная проповедь и рассуждения подменили здесь реалистическое изображение действительности. Даже чешская критика признала «Предрассветную мглу» неудачей писателя. В 1932 году Урбан выпустил ещё сборник рассказов «S tichého frontu» (С тихого фронта), не представляющий, однако, ничего примечательного.
Примыкая в политике к «людовцам» (партия словацких католиков), Урбан являлся по своим взглядам клерикалом. Здесь причина его слабости как художника. Ложные предпосылки, узость кругозора мешали ему увидеть, понять и отразить всю сложность и богатство действительной жизни; он давал её в тенденциозно-упрощённом и искажённом виде.